# TLC: Tables, Ladders & Chairs (2009)
WWE TLC: Tables, Ladders & Chairs (2009) — первое в истории шоу TLC, PPV-шоу, производства американского рестлинг-промоушна World Wrestling Entertainment (WWE). Шоу прошло 13 декабря 2009 года в «AT&T-центре» в Сан-Антонио, Техас, США. Шоу представляли все три бренда WWE: RAW, SmackDown! и ECW. В рамках шоу состоялось 7 матчей.

## Отзывы
Шоу получило смешанные отзывы критиков. Так обозреватели высоко оценили результаты поединков и смены владельцев чемпионских титулов, однако отметили невысокое качество самих матчев. В обзоре The Sun поединки за титул интерконтинентального, женского и чемпиона ECW получили высокие оценки. Матч за титул абсолютных командных чемпионов также получил высокую оценку обозревателя, хотя тот отметил неудачное участие в нём Биг Шоу, который оставил небольшой негативный осадок. Поединки же за титулы чемпионов мира были раскритикованы из-за их невысокого качества и слабой сюжетной линии, однако победа Шеймуса над Джоном Синой оказалась неожиданной.

## Результаты
| #                                | Поединки                                                                    | Условия                                                                                | Время |
| -------------------------------- | --------------------------------------------------------------------------- | -------------------------------------------------------------------------------------- | ----- |
| Dark                             | R-Truth победил CM Punk                                                     | Бой один на один                                                                       | N/A   |
| 1                                | Кристиан (c) победил Шелтона Бенджамина                                     | Поединок с лестницами за титул чемпиона ECW в тяжелом весе                             | 18:08 |
| 2                                | Дрю Макинтайр победил Джона Моррисона (c)                                   | Поединок за титул интерконтинентального чемпиона WWE                                   | 10:20 |
| 3                                | Мишель Маккул (c) победила Микки Джеймс                                     | Поединок за титул женского чемпиона WWE                                                | 7:55  |
| 4                                | Шеймус победил Джона Сину (c)                                               | Поединок со столами за титул чемпиона WWE                                              | 16:20 |
| 5                                | Гробовщик (c) победил Батисту                                               | Поединок со стульями за титул чемпиона мира в тяжелом весе                             | 13:12 |
| 6                                | Рэнди Ортон победил Кофи Кингстона                                          | Бой один на один                                                                       | 13:13 |
| 7                                | D-Generation X (Triple H и Шон Майклз) победили Криса Джерико и Биг Шоу (c) | Поединок со столами, лестницами и стульями за титул абсолютных командных чемпионов WWE | 22:30 |
| (c) - чемпион на момент поединка |                                                                             |                                                                                        |       |